# Кебосой
Кебосой, Кебоса — покинутый аул в Шаройском районе Чеченской Республики.

## География
Расположен на левом берегу реки Шароаргун, к юго-западу от районного центра Химой.
Ближайшие населённые пункты и развалины бывших аулов: на северо-западе — бывшие аулы Качехой и Хаухи (Итум-Калинский район), на северо-востоке — село Кесалой и бывший аул Дукархой, на юго-западе — бывшие аулы Сандухой и Мозухи, на юго-востоке — бывшие аулы Серчихи и село Хуландой.